# Dicranomyia variabilis
Dicranomyia variabilis là một loài ruồi trong họ Limoniidae. Chúng phân bố ở miền Australasia.